# واژگان هندوستانی
هندوستانی، که به آن هندی-اردو نیز گفته می‌شود، مانند همه زبان‌های هندی غیر دراویدی، دارای یک پایه اصلی واژگانی مشتق‌شده از زبان سانسکریت است که آن را از طریق پراکریت به دست آورده‌است. بدین ترتیب گونه‌های معیار زبان هندوستانی (هندی-اردو) دارای واژگان مشترک بسیاری، به ویژه در سطح محاوره‌ای، هستند. با این وجود، در سخنرانی‌های رسمی، هندی تمایل به استفاده از واژگان سانسکریت دارد، در حالی که اردو به فارسی و گاه عربی رو می‌آورد. این تفاوت در تاریخ هندوستانی نهفته‌است که در آن زبان میانجی هندوستانی در مناطق شهری سلطان‌نشین دهلی (مانند دهلی، لکهنو و حیدرآباد) شروع به گرفتن وام‌واژه از فارسی کرد. این گویش اردو نامیده شد.
گویش‌های اصلی هندی در کنار اردو به پیشرفت ادامه می‌دادند و به گفته پروفسور افروز تاج «تمایز میان هندی و اردو عمدتاً تفاوت سبکی بود؛ یک شاعر می‌توانست از غنای واژگانی اردو برای ایجاد هاله‌ای از پیچیدگی ظریف، یا از واژگان ساده روستایی گویش‌های عامیانه هندی برای برانگیختن زندگی عامیانه روستا استفاده کند. جایی در این میان زبان روزمره‌ای که بیشتر مردم به آن صحبت می‌کردند، قرار داشت. این اصطلاح هندوستانی اغلب به این زبان روزمره گفته می‌شود.» در هند استعماری، واژگانی از زبان‌های ژرمنی و رومی مبلغان مسیحی نیز به هندی-اردو شدند، برای نمونه پادری (دیواناگری: पादरी، نستعلیق: پادری) از padre، به معنای کشیش.
پس از چندپارگی هند، نیروهای سیاسی در داخل هند تلاش کردند تا هندی را بیشتر سانسکریته کنند، در حالی که نیروهای سیاسی در پاکستان برای حذف کلمات مشتق‌شده پراکریت/سانسکریت از اردو و جایگزینی آن‌ها با واژه‌های فارسی و عربی فعالیت می‌کردند. علی‌رغم این تلاش‌های دولت، در صنعت فیلم‌سازی بالیوود همچنان فیلم‌های خود را به زبان اصلی هندوستانی (هندی-اردو) منتشر می‌کند، که به راحتی توسط گوینده‌های هر دو گونه قابل درک است. افزون بر این، بسیاری از کانال‌های تلویزیونی مشابه در آن سوی مرز مشاهده می‌شوند.

## دسته‌بندی زبانی
هندی (हिन्दी هیندی) یکی از زبان‌های هندوآریایی از خانواده زبان‌های هندواروپایی است؛ بنابراین هسته واژگان هندی از نظر ریشه‌شناسی هندواروپایی ایت. با این وجود وام‌واژگان بسیاری از زبان‌های بیگانه در این زبان یافت می‌شوند.

## وام‌واژه‌ها
به دلیل اینکه هندی‌ها سده‌های بسیار با اروپایی‌ها، مردمان ترک، مردم عرب، ایرانیان و مردم شرق آسیا همجوار بوده‌اند، هندی واژگان بی شماری را از زبان‌های بیگانه جذب کرده‌است، که اغلب این وام‌ها کاملاً در واژگان اصلی ادغام شده‌اند. رایج‌ترین وام از زبان‌های خارجی از سه نوع تماس مختلف حاصل می‌شود. ارتباط نزدیک با مردم همسایه که سایر زبان‌های هند، چینی، برمه‌ای و زبان‌های زبان‌های آستروآسیایی بومی شمال هند را شامل می‌شوند. پس از سده‌ها تهاجم از سوی ایران و خاورمیانه، به ویژه در زمان امپراتوری گورکانی، واژگان بسیاری از فارسی، عربی و ترکی وارد هندی و در آن جذب شده‌اند. سپس استعمار اروپاییان واژگانی را از پرتغالی، فرانسوی، هلندی و به ویژه انگلیسی به هندی وارد کرده‌است. برخی از واژگان رایج در زیر آمده‌اند.

### وام‌ها از زبان‌های همسایه

#### زبان‌های آستروآسیایی (देशज دیشج)
| واژه            | معنا         |
| --------------- | ------------ |
| आलू آلو ālū      | سیب‌زمینی     |
| खोज کهوج khoj    | کشف          |
| चावल چاول cāwal  | دانه‌های برنج |
| चूल्हा چولها cūlhā | اجاق گاز     |
| झोल جهول jhol    | آبگوشت       |
| टांग ٹانگ ṭaṅg    | پا           |
| ढोल ڈهول ḍhol    | دُهُل، طبل     |
| पेट پیٹ peṭ      | شکم          |

#### چینی (चीनी چینی)
| واژه         | معنا   | شکل اصلی   |
| ------------ | ------ | ---------- |
| चाय چای cāy   | چای    | 茶 chá     |
| चीनी چینی cīnī | شکر    | 秦 qín     |
| लीची لیچی līcī | سرخالو | 茘枝 lìzhī |

### واژه‌های دوره گورکانی

#### عربی (अरबी عربی)
| واژه             | معنا      | شکل اصلی     |
| ---------------- | --------- | ------------ |
| अक़्ल عقل aqal     | عقل و خرد | عقل ‘aql     |
| असली اصلیaslī     | اصلی      | أصل ’aṣl     |
| इलाक़ा علاقه ilāqā  | منطقه     | علاقة `alāqa |
| वज़न وزن vazan    | وزن       | وزن wazn     |
| क़बर قبر qabr     | گور       | قبر qubr     |
| ख़बर خبر k͟habar   | خبر       | خبر khabar   |
| ख़ाली خالی k͟hālī    | خالی      | خالی khālī   |
| ख़्याल خیال k͟hayāl  | خیال      | خیال khayal  |
| ग़रीब غریب ġarīb   | فقیر      | غریب gharīb  |
| जवाब جواب javāb   | پاسخ      | جواب jawāb   |
| जमा جمع jamā      | جمع       | جمع jam‘     |
| तारीख़ تاریخ tārīk͟h | تاریخ     | تاریخ tārīkh |
| दुनिया دنیا duniyā  | جهان      | دنیا dunya   |
| नक़ल نقل naqal    | جعلی      | نقل naql     |
| फ़क़ीर فقیر faqīr   | فقیر      | فقیر faqīr   |
| बदल بدل badal    | تبادل     | بدل badl     |
| बाक़ी باقی bāqī     | یازمانده  | بقی baqīy    |
| साहब صاحب sāhab   | آقا       | صاحب ṣāḥib   |
| हिसाब حساب hisāb   | برآورد    | حساب ḥisāb   |

#### فارسی(फ़ारसी فارسی)
| واژه              | معنا           | شکل اصلی |
| ----------------- | -------------- | -------- |
| आवाज़ آواز āvāz     | صدا            | آواز     |
| अंदाज़ انداز andāz   | حدس            | اندازه   |
| आईना آینا āīnā     | آینه           | آینه     |
| आराम آرام ārām     | آرام           | آرام     |
| आहिस्ता آهسته āhistā | آهسته          | آهسته    |
| काग़ज़ کاغذ kāġaz    | کاغذ           | کاغذ     |
| ख़राब خراب k͟harāb   | بد             | خراب     |
| ख़ूब خوب k͟hūb       | خوب            | خوب      |
| गरम گرم garam     | گرم            | گرم      |
| चश्मा چشمه caśmā    | عینک           | چشم      |
| चाकरी چاکری cākrī   | کار            | چاکر     |
| चादर چادر cādar    | پتو            | چادر     |
| जान جان jān        | عزیز           | جان      |
| जगह جگه jagah     | جا             | جایگاه   |
| देगची دگچی degcī    | دیگچه، قابلمه  | دیگچه    |
| दम دم dam         | تنفس           | دم       |
| देर دیر der        | دیر            | دیر      |
| दुकान دکان dukān    | فروشگاه        | دکان     |
| पर्दा پرده pardā    | پرده           | پرده     |
| बद بد bad         | بد             | بد       |
| बाग़ باغ bāġ        | باغ            | باغ      |
| मज़ा مزه mazā       | شوخی           | مزه      |
| रास्ता راسته rāstā   | راه            | راسته    |
| रोज़ روز roz        | هرروز          | روز      |
| हिन्दू هندو Hindū    | هندو           | هندو     |
| पसंद پسند pasand   | سپاس و قدردانی | پسند     |

#### ترکی (तुर्की ترکی)
| واژه                 | معنا          | شکل اصلی |
| -------------------- | ------------- | -------- |
| उर्दू اردو Urdu        | اردو          | ordu     |
| क़ैंची قینچی qãincī      | قیچی          | kaïcï    |
| क़ोरमा قورمه qormā      | قورمه         | kavurma  |
| बावर्ची باورچی bāwarchī | آشپز          | Ashchi   |
| बेगम بیگم begam       | بانو          | begüm    |
| लाश لاش lāś           | کالبد، جسد    | lesh     |
| क़ुली قلی qulī          | کارگر ، باربر |          |

### واژه‌های دوره استعماری

#### پرتغالی (पुर्तगाली پرتگالی)
وام‌های پرتغالی بیشتر موارد خانگی، میوه‌ها و مفاهیم مذهبی مربوط به کلیسای کاتولیک را توصیف می‌کند:
خانگی
| واژه                 | معنا         | شکل اصلی |
| -------------------- | ------------ | -------- |
| अलमारी الماری almāri   | کابینت، کمد  | armário  |
| इस्तरी استریistrī      | اتو کردن     | estirar  |
| इस्पात ایسپات ispāt    | فولاد        | espada   |
| गमला گملا gamlā       | سبد          | gamela   |
| चाबी چابی cābī         | کلید         | chave    |
| जंगला جنگلا jaṅglā     | نرده پنجره   | janela   |
| तम्बाकू تمباکو tambākū  | تنباکو       | tobacco  |
| तौलिया تولیه tauliyā    | حوله         | toalha   |
| फ़ीता فیتا fītā         | توری ، روبان | fita     |
| बराम्दा برآمده 'baramdā | ایوان        | varanda  |
| बाल्टी بالٹی bāltī      | سطل          | balde    |
| मेज़ میز mez           | میز          | mesa     |
| साबुन صابن sābun       | صابون        | sabão    |

خوراکی
| واژه                    | معنا         | شکل اصلی |
| ----------------------- | ------------ | -------- |
| अनानास انناس anānās       | آناناس       | ananás   |
| काजू کاجو kāju            | بادام هندی   | caju     |
| गोभी گوبهیgobhī           | کلم ، گل کلم | couve    |
| पाउ रोटी پاو روٹی pāu roṭī | نان برش‌خورده | pão      |
| पपीता پپیتا papītā        | پاپایا       | papaia   |
| साबूदाना سابودانا 'sābūdānā | نخل ساگو     | sagu     |
| सलाद سلاد salād          | سالاد        | salada   |

دین
| واژه            | معنا  | شکل اصلی |
| --------------- | ----- | -------- |
| क्रूस کروس krūs   | cross | cruz     |
| गिरजा گرجا girjā  | کلیسا | igreja   |
| पादरी پادری padrī | کشیش  | padre    |

سایر
| واژه               | معنا   | شکل اصلی |
| ------------------ | ------ | -------- |
| अंग्रेज़ انگریز aṅgrez | انگلیس | inglês   |

#### فرانسوی (फ़्रान्सीसी فرانسیسی)
امروزه واژگان فرانسوی کمی در هندی یافت می‌شوند.
| واژه                  | معنا    | شکل اصلی   |
| --------------------- | ------- | ---------- |
| कारतूस کارتوس kārtūs    | فشنگ    | cartouche  |
| रेस्तराँ ریستوراں restarā̃ | رستوران | restaurant |

#### انگلیسی (अंग्रेज़ी انگریزی)
بیشتر وام‌های اروپایی به زبان هندی-اردو از طریق انگلیسی وارد شده‌اند و شامل مفاهیم مدنی و خانگی هستند:
زندگی مدنی
| واژه                 | معنا  | شکل اصلی |
| -------------------- | ----- | -------- |
| अफ़सर افسر afsar      | افسر  | officer  |
| जेल جیل jel           | زندان | jail     |
| डॉक्टर ڈاکٹر ḍôktar    | پزشک  | doctor   |
| पुलिस پولیس pulis      | پلیس  | police   |
| बैंक بینک baiṅk        | بانک  | bank     |
| वोट ووٹ voṭ           | رای   | vote     |
| स्कूल اسکول skūl/iskūl | مدرسه | school   |

خانگی
| واژه                 | معنا  | شکل اصلی |
| -------------------- | ----- | -------- |
| कप کپ kap            | فنجان | cup      |
| गिलास گلاس gilās       | لیوان | glass    |
| टेबल ٹیبل ṭebal       | میز   | table    |
| बॉक्स بکس bôks         | جعبه  | box      |
| लालटेन لالٹین lālṭen   | فانوس | lantern  |
| कनस्तर کنستر kanastar | قوطی  | canister |